# Franco Bordoni-Bisleri

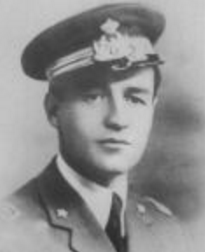
Franco Bordoni-Bisleri

Franco Bordoni-Bisleri (* 10. Januar 1913 in Mailand; † 15. September 1975 am Monte Anchetta bei Chiavari) war einer der erfolgreichsten italienischen Jagdflieger des Zweiten Weltkriegs. Ihm wurden 19 persönliche Luftsiege bestätigt, weitere wurden entsprechend der Vorgehensweise der italienischen Luftwaffe „kollektiviert“ (d. h. seiner Einheit zuerkannt).

## Leben
Bordoni-Bisleri war Spross einer norditalienischen Industriellenfamilie. In seiner Jugend begeisterte er sich für den Automobilsport. Weil er bei der italienischen Luftwaffe als Offiziersbewerber zunächst nicht angenommen worden war, erwarb er 1936 eine Privatpilotenlizenz. Daraufhin akzeptierte ihn die Regia Aeronautica als Reserveoffiziersanwärter und erteilte ihm 1937 eine militärische Pilotenlizenz. Bordoni-Bisleri wurde zunächst Bomberpilot, dann Jagdflieger beim 3. Geschwader. Noch 1937 wurde er wieder ins Zivilleben verabschiedet.
Nach seiner Reaktivierung kam Bordoni-Bisleri im Juni 1940 wieder zu seinem alten Geschwader zurück und kämpfte mit diesem vor allem in Nordafrika. Mit veralteten Doppeldeckern vom Typ Fiat CR.42 schoss er im Jahr 1941 vier Bomber vom Typ Bristol Blenheim und eine Hawker Hurricane ab. 1942 flog er die Macchi MC.202, mit der er u. a. sechs Curtiss P-40 abschoss. Mit der modernen Macchi MC.205 nahm Bordoni-Bisleri 1943 an den heftigen Luftkämpfen über Süditalien teil, wobei ihm der Abschuss von sechs Boeing B-17 und einer Martin B-26 gelang.
Nach dem Krieg leitete Bordoni-Bisleri sein Familienunternehmen und widmete sich nebenbei dem Motorsport und der Sportfliegerei. Er wurde Präsident des Mailänder Aeroclubs in Bresso.
Am 15. September 1975 kam er auf einem Flug von Rom nach Mailand mit seiner Aermacchi SF-260 in ein schweres Unwetter und verunglückte mit seinem zehnjährigen Sohn Francesco und einem Freund tödlich.

## Statistik

### Le-Mans-Ergebnisse
| Jahr | Team               | Fahrzeug               | Teamkollege   | Platzierung | Ausfallgrund    |
| ---- | ------------------ | ---------------------- | ------------- | ----------- | --------------- |
| 1957 | Automobiles Talbot | Talbot-Lago Sport 2500 | Bruce Halford | Ausfall     | Getriebeschaden |

### Einzelergebnisse in der Sportwagen-Weltmeisterschaft
| Saison | Team                            | Rennwagen                                    | 1   | 2   | 3   | 4   | 5   | 6   | 7   |
| ------ | ------------------------------- | -------------------------------------------- | --- | --- | --- | --- | --- | --- | --- |
| 1953   | Franco Bordoni-Bisleri          | Gordini Type 15S                             | SEB | MIM | LEM | SPA | NÜR | RTT | CAP |
| 1953   | Franco Bordoni-Bisleri          | Gordini Type 15S                             | DNF |     |     |     |     |     |     |
| 1954   | Gordini Franco Bordoni-Bisleri  | Gordini Type 24S                             | BUA | SEB | MIM | LEM | RTT | CAP |     |
| 1954   | Gordini Franco Bordoni-Bisleri  | Gordini Type 24S                             | DNF |     | DNF |     |     |     |     |
| 1955   | Franco Bordoni-Bisleri Maserati | Gordini Type 24S Maserati 300S               | BUA | SEB | MIM | LEM | RTT | TAR |     |
| 1955   | Franco Bordoni-Bisleri Maserati | Gordini Type 24S Maserati 300S               |     |     | DNF |     | 5   | DNF |     |
| 1956   | Piero Carini                    | Mercedes-Benz 300 SL Alfa Romeo Giulietta SV | BUA | SEB | MIM | NÜR | KRI |     |     |
| 1956   | Piero Carini                    | Mercedes-Benz 300 SL Alfa Romeo Giulietta SV |     |     | DNF | 14  |     |     |     |
| 1957   | Automobiles Talbot              | Maserati 200S Talbot-Lago Sport 2500         | BUA | SEB | MIM | NÜR | LEM | KRI | CAR |
| 1957   | Automobiles Talbot              | Maserati 200S Talbot-Lago Sport 2500         |     |     | DNF |     | DNF |     |     |
| 1958   |                                 | Osca S1500                                   | BUA | SEB | TAR | NÜR | LEM | RTT |     |
| 1958   |                                 | Osca S1500                                   | 5   |     |     |     |     |     |     |